# Рупп фон Брюннек, Вильтраут
Эмми Агата Карола Маргарета Вильтраут Рупп фон Брюннек (7 августа 1912 года, Берлин-Ланквиц — 18 августа 1977 года, Карлсруэ) — судья в Федеральном конституционном суде ФРГ.

## Биография
Вильтраут фон Брюннек изучала право в университетах Берлина, Кенигсберга, Геттингена и Гейдельберга. Вильтраут сдала государственный экзамен в 1939 году. Затем она была призвана в Имперскую службу труда и служила с 1939 по 1941 год в частях ПВО. После прохождения службы она вернулась в Берлин в качестве научного сотрудника в Университете Фридриха Вильгельма (позднее Университет Гумбольдта). С 1943 года Вильтраут заняла должность референта в министерстве юстиции Третьего Рейха и получила чин советника.
После 1945 года Вильтраут фон Брюннек была судьей в окружном суде Зангерхаузена, а затем в окружном суде Мерзебурга. С 1947 года чиновница работала в министерстве юстиции Гессена. В 1963 году она перешла в Государственную канцелярию Гессена. В том же году Вильтраут была избрана Бундесратом на должность судьи в Федеральном конституционном суде ФРГ. На этом посту она служила до самой смерти.
В 1965 году судья фон Брюннек вышла замуж за другого члена Федерального конституционного суда — Ганса Георга Руппа. Рупп фон Брюннек неоднократно выражала своё особое мнение, идя против решения большинства в Сенате. Она состояла в Ассоциации юристов Германии. После смерти Вильтраут в 1977 году её сменила Гизела Нимейер.

## Сочинения
- Die Verfassung des Landes Hessen, 1954.
- Die Grundrechte im juristischen Alltag, 1970.
- Verfassung und Verantwortung, gesammelte Schriften; erschienen postum 1983, ISBN 978-3-7890-0856-6